# Thomas Law

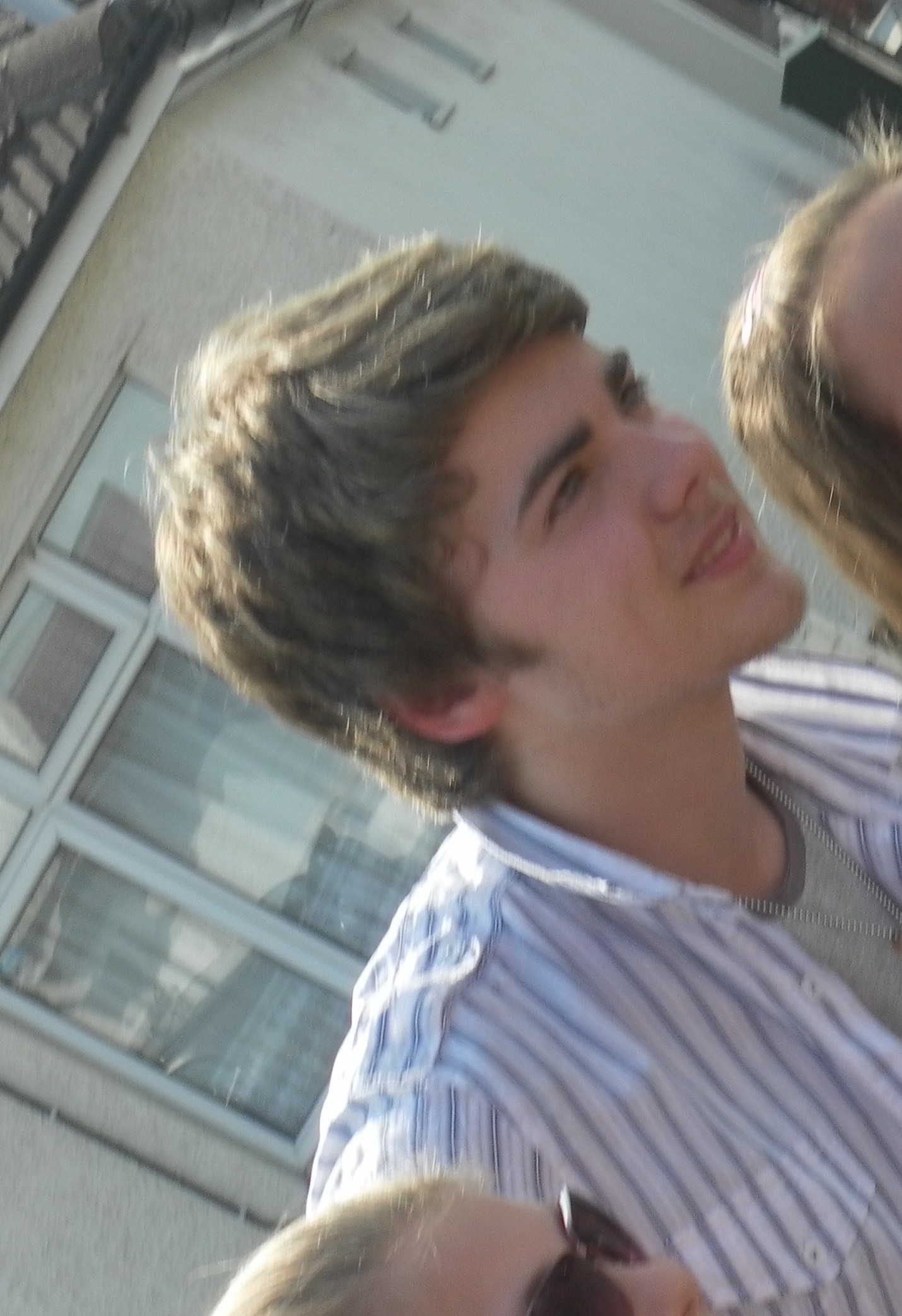
Thomas Law (2011)

Thomas John Law (* 17. Dezember 1992 in Potters Bar, Hertfordshire) ist ein britischer Schauspieler.

## Leben
Thomas Law wurde im Dezember 1992 in der Stadt Potters Bar in der Grafschaft Hertfordshire unter seinem Geburtsnamen Thomas John Law geboren. Er wuchs bei seinen Eltern, Trish und Robert, und mit seinen beiden Schwestern auf. Er besuchte die Chancellor’s School in Brookmans Park.
Sein Schauspieldebüt gab er Ende 2005 in vier Folgen der Fernsehserie Casualty. Von August 2006 bis Dezember 2010 verkörperte Law in der langlebigen BBC-Fernsehserie EastEnders die Rolle des Peter Beale. Diese Rolle brachte ihm nationale Bekanntheit ein. Nachdem Ben Hardy die Rolle übernommen hatte, war Thomas Law in der Fernsehserie Sadie J und in dem Spielfilm The World’s End zu sehen. 2010 übernahm er in dem Theaterstück Peter Pan die titelgebende Hauptfigur.
An der Seite von Sofia Carson drehte Law 2016 den Spielfilm Cinderella Story 4: Wenn der Schuh passt…. In dem Film spielte er Reed West.

## Filmografie (Auswahl)
- 2005, 2014: Casualty (Fernsehserie, 4 Episoden)
- 2006–2010: EastEnders (Fernsehserie)
- 2013: Sadie J (Fernsehserie)
- 2013: The World’s End
- 2015: Unhallowed Ground
- 2016: Cinderella Story 4: Wenn der Schuh passt… (A Cinderella Story: If the Shoe Fits)
- 2015: Gutterdämmerung
- 2021–2023: The Bay (Fernsehserie)